# Colegiul Național de Informatică „Tudor Vianu” (București)
Colegiul Național de Informatică „Tudor Vianu” este un liceu din București, localizat în apropiere de Piața Victoriei, mai exact pe strada Arhitect Ion Mincu, numărul 10.

## Istoric
Înființat în 1928, instituția a primit numele de "Liceul Teoretic de Fete". 
In Septembrie 1970 prin decizia consiliului de miniștri a fost înființat  "Liceul de Informatica" care funcționat cu 4 clase in paralel cu "Liceul Petru Groza", care a continuat pana la terminare in 1974 secția  teoretica si numele liceului a fost schimbat în "Liceul de Informatică Dr. Petru Groza". Clasele pentru informatica s-au completat după Septembrie 15, pe baza de transfer de la alte licee din Bucuresti cu condiția ca media de admitere la respectivul liceu sa fie peste 9.00. Prima promoție de la Liceul de Informatica a absolvit in anul 1975, aducând liceului primele premii la Olimpiadele de Fizica, Matematica pe municipiu si tara; (Beiu Valeriu, Cioara Andrei si Popa-Simil Liviu la Fizica, Mihalcea Daniel, Manoil Constantin la Matematica) Rata de admisie in învățământul superior a fost de peste 90%, calificând liceul printre primele licee din Bucuresti din acea perioada. Directorul liceului a rămas profesorul Theodor Burcescu, iar catedrele de specialitate erau susținute de cadre ale ICI (Institutului de Cercetări Informatice) Bucuresti. Profesori în perioada respectiva erau: Bocănete (Fizica), Dediu Economie, Livia Simion Pop Calculatoare si sisteme de gestiune a fișierelor, Bulgaru (Engleza), Serban si Cojan (Franceza). Cursuri de specialitate au fost IPSEC si IPAD. Scopul înființării a fost sa producă cadrele de nivel mediu specializate in informatica necesare dezvoltării Fabricii de Calculatoare Bucuresti, ce producea licența franceza IRIS-50, a computerului CDC-3700, și implementării tehnicilor de calcul in tara.
Prima promote a absolvit în anul 1975, iar după absolvire liceul a emis diploma de Bacalaureat si Un certificat de calificare in Operarea calculator, Programare sau Ajutor de Analist. ce puteau fi folosite la angajarea în întreprinderi pe profilul de informatică.
În 1977, numele i-a fost din nou schimbat in "Liceul de matematica-fizica Nr. 1", apoi, în 1991 "Liceul de Informatică", pentru ca în 1997 să devină "Colegiul Național de Informatică Tudor Vianu".
Perioada 1970 - 1990
Seria 1970 a liceului cuprindea 4 clase de cate 25 elevi fiecare, cu un program de 4 h pe zi dimineața de la 8:30 la 12:30. Primii 2 ani a cuprins o programă intensivă de specialitate, studiindu-se structura internă a calculatorului, reprezentarea, organizarea si gestiunea datelor, algoritmi si scheme logice, compilatoare, limbaje de asamblare (Asembler; Asiris), programare in Cobol, Fortran si un laborator de electronica digitala si programarea mașinilor de Facturat Contabilizat Fc15, etc. Începând din 1972, s-au introdus elemente de culture generala și științe economice si de organizare. La matematică a predat Prof. Emerit Mitrache Ion, Fortran Prof. Fotescu Cezara, Algoritmi și scheme logice, Dr. Marinescu, Iris-50 Dr. Cocunoiu, EBCIDIC Dr. Theodorescu.
La demisol s-a dezvoltat laboratorul de tehnică de calcul, cuprinzând terminale, perforatoare de cartele, mașini de facturat contabilizat, calculatoare de birou, care a fost permanent adaptat prin grija ICI.

### Istorie recentă
În ultimii ani, CNITV, sub conducerea directoarei Silvia Moraru, a devenit unul dintre liceele participante la concursul internațional pluridisciplinar "Zhautykov" din Kazahstan. De asemenea instituția a fost invitată și de unul dintre liceele de profil din Yakutsk, Iacuția, să participe la Olimpiada Internațională Pluridisciplinară "Tuymaada".
De asemenea, CNITV a fost invitat și la Olimpiada Națională de Matematică din Italia și este unul dintre cele mai active licee participante în competițiile NASA.
În 2008, Colegiul Național de Informatică, la inițiativa directorului adjunct, Severius Moldoveanu , a înființat Concursul Internațional Pluridisciplinar "Romanian Masters of Mathematics" care ulterior a fost denumit "Romanian Masters of Mathematics and Sciences".
Sub conducerea lui Severius Moldoveanu, echipa de informatică a liceului a fost invitată să participe la International Tournament in Informatics, în Shumen, Bulgaria.

## Profil
Colegiul Național de Informatică Tudor Vianu este exclusiv pe profil real, matematică-informatică, specializarea informatică intensiv.